# 中央广播电视塔

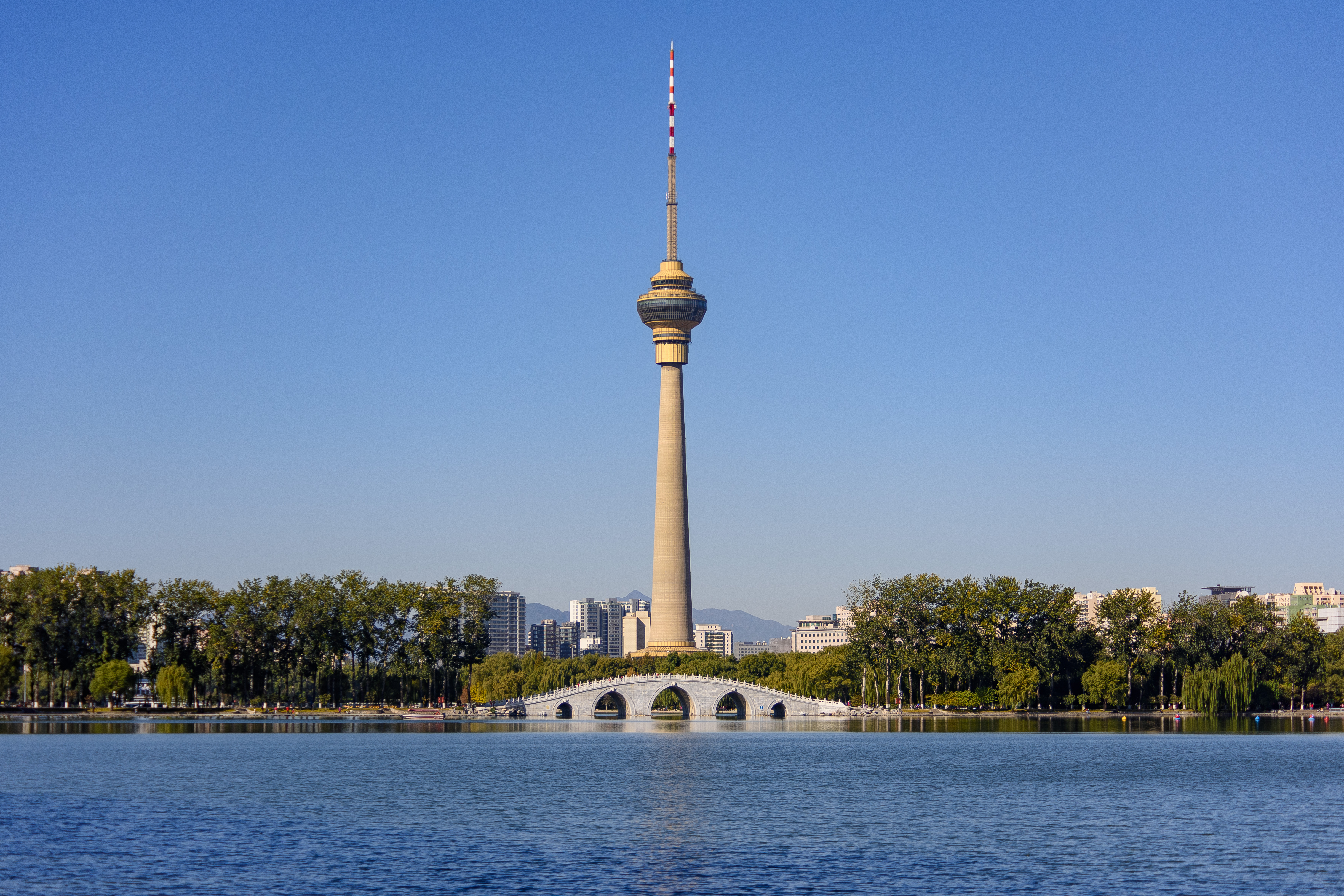
中央电视塔与玉渊潭

中央广播电视塔，俗称中央电视塔，简称中塔，坐落于中华人民共和国北京市海淀区西三环中路西侧，与玉渊潭公园隔三环路相望，在北京中信廣場封頂前曾是北京市最高的建筑物，也是中国第四高塔和世界第九高塔。
中央广播电视塔由原广播电影电视部设计院设计，塔高405米，底部占地面积12143平方米，建筑面积近6万平方米，由栈桥、退台、塔座、塔身、塔楼、天线桅杆6部分组成。在塔的基部为两层汉白玉围栏环绕的退台，最底部的一二层塔座为各种娱乐设施。塔座之上是逐步受细的塔身，其中分布着保障广播电视塔播出信号的机房。由于在施工过程中的疏漏，浇注混凝土时模板发生移位，导致塔身中部约150米处的北侧塔身有一处细微的鼓包。在塔的腰部242米处建有一个中国灯笼造型的塔楼，塔楼中有北京最高的旋转餐厅和观景台，之上则是负责传输电视广播信号的天线。
中央广播电视塔于1990年建筑主体完工，1992年9月30日正式竣工开始播出广播电视信号，1994年10月开始对公众开放观光，1997年10月工程竣工验收获得通过。
1990年代中期之后，尽管北京有线电视的公开普及和民用卫星电视在政府禁令压制下偷偷地逐渐普及，中央广播电视塔对百姓生活的作用并未有大的下降，同时其作为一处旅游景点的身份也不断加强。1998年5月，在北京兴建海洋馆的风潮中，中央广播电视塔底部空间开设了北京第三家海洋馆太平洋海底世界，进一步凸现了电视塔旅游景点的身份。
从1994年起，每年重阳节所在周的周日，北京市体育局都会举办攀登中央广播电视塔大赛。比赛依照年龄和性别将参赛选手分为不同组别，选手从塔前栈桥出发，经过绕塔和攀登最终抵达225米处的终点。全程需攀爬1484级台阶，是北京市比较有影响的群众体育赛事。
2004年5月10日，中央广播电视塔调整了公开发送的中国中央电视台节目微波信号，体育频道和综艺频道的信号被替换为音乐频道和少儿频道。

## 楼层分布
| 238米 | 观景台       | 露天观景台                                     |
| 225米 | 电视文化大厅 | 旋转餐厅入口、咖啡厅、空中主题邮局、模拟演播室 |
| 221米 | 旋转餐厅     |                                                |
| 6米   | 文化环廊     | 展览                                           |
| 0米   | 大厅         | 出入口、电梯厅                                 |

## 发射频道
| 物理频道 （中国大陆标准） | 信号格式 | 发射频道             | 视频编码/制式 | 音频编码/制式 |
| ------------------------- | -------- | -------------------- | ------------- | ------------- |
| DS-2（52.5MHz）           | 模拟     | CCTV-1               | PAL-D         | PAL-D         |
| DS-6（171MHz）            | 模拟     | BTV-北京卫视         | PAL-D         | PAL-D         |
| DS-8（187MHz）            | 模拟     | CCTV-2               | PAL-D         | PAL-D         |
| DS-14（482MHz）           | 数字     | BTV-纪实科教HD       | AVS+          | AC3           |
| DS-14（482MHz）           | 数字     | BTV-新闻HD           | AVS+          | AC3           |
| DS-21（538MHz）           | 模拟     | BTV-文艺             | PAL-D         | PAL-D         |
| DS-22（546MHz）           | 数字     | 北广传媒公交移动电视 | MPEG-4        | MPEG-1        |
| DS-22（546MHz）           | 数字     | 北广传媒城市电视     | MPEG-4        | MPEG-1        |
| DS-27（626MHz）           | 模拟     | BTV-科教             | PAL-D         | PAL-D         |
| DS-27（626MHz）           | 数字     | BTV-北京卫视HD       | AVS+          | AC3           |
| DS-27（626MHz）           | 数字     | BTV-体育休闲         | AVS+          | MPEG-1        |
| DS-27（626MHz）           | 数字     | BTV-财经             | AVS+          | MPEG-1        |
| DS-27（626MHz）           | 数字     | BTV-青年             | AVS+          | MPEG-1        |
| DS-27（626MHz）           | 数字     | BTV-KAKU少儿         | AVS+          | MPEG-1        |
| DS-27（626MHz）           | 数字     | BTV-文艺             | AVS+          | MPEG-1        |
| DS-32（666MHz）           | 数字     | CCTV-1               | AVS+          | DRA           |
| DS-32（666MHz）           | 数字     | CCTV-2               | AVS+          | DRA           |
| DS-32（666MHz）           | 数字     | CCTV-4               | AVS+          | DRA           |
| DS-32（666MHz）           | 数字     | CCTV-10              | AVS+          | DRA           |
| DS-32（666MHz）           | 数字     | CCTV-12              | AVS+          | DRA           |
| DS-32（666MHz）           | 数字     | CCTV-13              | AVS+          | DRA           |
| DS-32（666MHz）           | 数字     | CCTV-14              | AVS+          | DRA           |
| DS-32（666MHz）           | 数字     | CCTV-15              | AVS+          | DRA           |
| DS-33（674MHz）           | 模拟     | CCTV-5               | PAL-D         | PAL-D         |
| DS-33（674MHz）           | 模拟     | CCTV-15              | PAL-D         | PAL-D         |
| DS-33（674MHz）           | 数字     | CCTV-17              | AVS+          | DRA           |
| DS-33（674MHz）           | 数字     | CCTV-9               | AVS+          | DRA           |
| DS-33（674MHz）           | 数字     | CCTV-11              | AVS+          | DRA           |
| DS-33（674MHz）           | 数字     | CGTN                 | AVS+          | DRA           |
| DS-33（674MHz）           | 数字     | CCTV-1HD             | AVS+          | AC3           |
| DS-33（674MHz）           | 数字     | CETV-3               | AVS+          | DRA           |
| DS-35（690MHz）           | 模拟     | CETV-3               | PAL-D         | PAL-D         |

广播频道
- FM 87.6 北京广播电视台文艺广播
- FM 88.7 中国国际广播电台劲曲调频
- FM 90.0 中央人民广播电台音乐之声
- FM 90.5 中央广播电视总台环球资讯广播
- FM 91.5 中国国际广播电台轻松调频
- FM 94.5 北京广播电视台新闻广播
- FM 96.6 中央人民广播电台经济之声
- FM 97.4 北京广播电视台音乐广播
- FM 99.6 中央人民广播电台中国交通广播
- FM 100.6 北京广播电视台京津冀之声
- FM 101.8 中央人民广播电台经典音乐广播
- FM 103.9 北京广播电视台交通广播
- FM 104.4 中央人民广播电台老年之声
- FM 106.1 中央人民广播电台中国之声
- FM 106.6 中央人民广播电台文艺之声